# (5243) Clasien
(5243) Clasien (1246 T-2) – planetoida z grupy pasa głównego asteroid okrążająca Słońce w ciągu 4,64 lat w średniej odległości 2,78 j.a. Odkryta 29 września 1973 roku.